# Johan Jerling
Johan Jerling, född omkring 1680 i Stockholm, död 3 oktober 1753 i Sövestads socken i Skåne, var en svensk skulptör och träsnidare. 
Johan Jerling var son till ornaments- och figurbildhuggaren Hans Persson Jerling (död före 1 juni 1695) och bror till skulptören Zacharias Jerling ( född före 1680 i Stockholm, död före 2 september 1720).
Liksom sin far och bror var han stilmässigt influerad av den flamländske skulptören Nicolaes Millich, som arbetade i Sverige under 1670- och 1670-talen. Han var skeppsbildhuggare i Karlskrona 1702, bodde från 1708 i Ystad och senare på Krageholm 1719–1753, där han bland annat arbetade för grevinnan Christina Piper. 
Han var gift med Anna Maria Beyrley och far till ornamentmålaren Carl Jerling (1719- ). 

## Verk i urval
- inredning av slottskapellet på Krageholm
- altaruppsatsen i Ängsö kyrka i Västmanland, och sannolikt även altaruppsatsen i Vists kyrka, Östergötland. Han var emellertid också verksam i flera skånska kyrkor, däribland Andrarums kyrka och Sövestads kyrka.
- altaruppsatsen i Sankta Maria kyrka i Ystad, 1719–1733